# Andrew Shapter
Andrew Shapter (születési neve Willam Andrew Shapter) (Fort Worth, Texas, 1966. december 30. – 2019. február 23.) amerikai filmrendező és professzionális fotós.

## Filmjei
A texasi Austinban élő filmrendező tizenhárom évig dolgozott professzionális fotósként (főleg divatfotók), majd bátyja halálát követően a filmrendezés mellett döntött.
A 2006-os, Before the Music Dies filmmel beírta magát a zenés dokumentumfilm-rendezők közé Joel Rasmussen író és producerrel együtt. A film az amerikai zeneiparba ad bepillantást, a kiadók és amerikai rádiók felelősségével foglalkozik, több tehetséges, elismert amerikai zenészt megszólaltatva. A filmet főleg zenész bátyjának dedikálta.
Készülő következő filmje a Happiness Is.